# Ludvig Fredrik I av Schwarzburg-Rudolstadt
Ludvig Fredrik I (tyska: Ludvig Friedrich I), född den 25 oktober 1667 i Rudolstadt, död där den 24 juni 1718, var 1710-1718 regerande furste av Schwarzburg-Rudolstadt.

## Biografi
Ludvig Fredrik var son till furst Albrekt Anton av Schwarzburg-Rudolstadt och dennes hustru, den pietistiskt sinnade religiösa diktarinnan Emilie Juliane von Barby-Mühlingen (1637-1706). 
Vid sitt trontillträde 1710 var Ludvig Fredrik den förste att officiellt använda sig av den furstetitel hans far erbjudits av den tysk-romerske kejsaren redan 1697 men inte accepterat att mottaga förrän kort före sin död. Denna höjning av Schwarzburg-Rudolstadts värdighet från grevskap till furstendöme gav landet en stärkt position gentemot dess grannländer, de olika sachsiska småfurstendömena regerade av huset Wettins ernestinska linje. Arkitektoniskt manifesterades den nya statusen genom fullbordandet av en större utbyggnad av slottet Schwarzburg med en så kallad "Kaisersaal", fullbordad 1719.
Under Ludvig Fredriks tid slöts också 1713 ett avtal med den andra regerande grenen av ätten Schwarzburg (Schwarzburg-Sondershausen), varvid primogenitur infördes i båda grenarna och därvid ytterligare uppsplittring av ättens besittningar hindrades.
Ludvig Fredrik gifte sig den 15 oktober 1691 på slottet Friedenstein med Anna Sofia av Sachsen-Gotha-Altenburg (1670-1728), dotter till hertig Fredrik I av Sachsen-Gotha-Altenburg. Paret fick totalt tretton barn av vilka följande elva uppnådde vuxen ålder:
- Fredrik Anton (1692-1744), vilken 1718 efterträdde fadern som regerande furste
- Sofia Luise (1693-1776)
- Sofia Juliana (1694-1776), nunna i klostret Gandersheim
- Vilhelm Ludvig (1696-1757), gift morganatiskt 1726 med Henriette Caroline Gebaur (1706-1784); ättlingar stammande ur detta äktenskap bar titeln friherre/friherrinna von Brockenburg
- Albrekt Anton (1698-1720)
- Emilie Juliana (1699-1774)
- Anna Sofia (1700-1780), gift 1723 med hertig Frans Josias av Sachsen-Coburg
- Dorothea Sofia (1706-1737)
- Luise Fredrika (1706-1787)
- Magdalena Sibylle (1707-1795), nunna i klostret Gandersheim
- Ludvig Günther (1708-1790), vilken i sinom tid skulle bli regerande furste 1767-90